# Pasay
Pasay é um cidade de  primeira classe de renda da cidade (d) na região Grande Manila (NCR), nas Filipinas. De acordo com o censo de 1 de maio  de  2020 possui uma população de 440 656 pessoas e 127 629 domicílios.

## Cidades Irmãs
- Jecheon, Coreia do Sul
- Union City, Estados Unidos